# Ompok miostoma
Ompok miostoma är en fiskart som först beskrevs av Vaillant 1902.  Ompok miostoma ingår i släktet Ompok och familjen malfiskar. Inga underarter finns listade i Catalogue of Life.